# Declaração de Entendimento de Cartum
A Declaração de Entendimento de Cartum (em francês:  Déclaration d'entente de Khartoum) é um acordo assinado entre os quatro principais grupos armados da República Centro-Africana em 31 de agosto de 2018 em Cartum com o apoio da Rússia e do Sudão.

## Cronologia
O conflito armado na República Centro-Africana desenrola-se entre o governo e os principais grupos político-militares, dentre os quais os mais importantes são os "anti-balakas", a Frente Popular para o Renascimento da República Centro-Africana , o Movimento Patriótico para a República Centro-Africana e a União para a Paz na República Centro-Africana.
Entre 2013 e 2016, a França envolveu-se na resolução do conflito com uma operação militar denominada «Sangaris». Desde 2014, a missão da ONU, a MINUSCA, assegura o controle militar do país. Cerca de doze acordos de paz foram assinados em dez anos, sendo o mais recente o Acordo de Saint-Egidio. No entanto, nenhum desses acordos foi capaz de trazer estabilidade social e política ao país. A Iniciativa Africana, um espaço de negociação comunitária criado pela União Africana sob a influência do Chade, foi especificado no feuille de route e assinado em 17 de julho de 2017 em Libreville, Gabão.
A Iniciativa é frequentemente criticada por sua falta de eficácia e falta de resultados específicos. A Rússia, que vem restabelecendo sua cooperação com a República Centro-Africana desde 2017, e o Sudão decidiram criar uma plataforma de negociações para apoiar o processo da Iniciativa Africana e alcançar o objetivo comum: garantir uma solução pacífica da crise centro-africana. A primeira reunião aconteceu de 27 a 29 de agosto de 2018 na capital sudanesa e terminou com a assinatura da Declaração de Cartum.
Essas conversações desencadeariam numa segunda rodada de negociações no âmbito da União Africana, que ocorreu de 24 a 31 de janeiro de 2019.

## Declaração
A Declaração de Entendimento de Cartum é um documento assinado na capital sudanesa em 28 de agosto de 2018 entre os líderes dos grupos político-militares presentes na República Centro-Africana. Entre os grupos signatários estavam os "anti-balakas" representado por Maxime Mokom, a Frente Popular para o Renascimento da República Centro-Africana representada por Abdoulaye Hissène e Noureddine Adam, o Movimento Patriótico para a República Centro-Africana representado por Mahamat Al-Khatim e a União para a Paz na República Centro-Africana representada por Ali Darras.
Dois países-iniciadores da reunião de Cartum, o Sudão e a Federação Russa, participaram das negociações como observadores.
Na Declaração de Cartum trata-se da criação de uma plataforma pública e diplomática, intitulada Rassemblement Centrafricain que deve contribuir para pôr fim à crise política e social na República Centro-Africana. O objetivo da plataforma é alcançar a paz e criar um ambiente propício para o empreendedorismo e o investimento no país. Os dirigentes dos grupos político-militares declararam, assinando a Declaração, o desejo de garantir a segurança da população civil, a livre circulação de pessoas e bens em todo o território do país, a preservação da integridade territorial e da soberania da República Centro-Africana. O documento indica que os grupos político-militares concordam com o respeito aos direitos humanos, a garantia da livre circulação dos agentes das organizações não governamentais e a proteção dos agentes das organizações humanitárias. Os líderes dos grupos político-militares também apelaram ao governo da República Centro-Africana para garantir um ambiente pacífico a longo prazo, desenvolver parcerias e diplomacia económica.

## Resultados da reunião

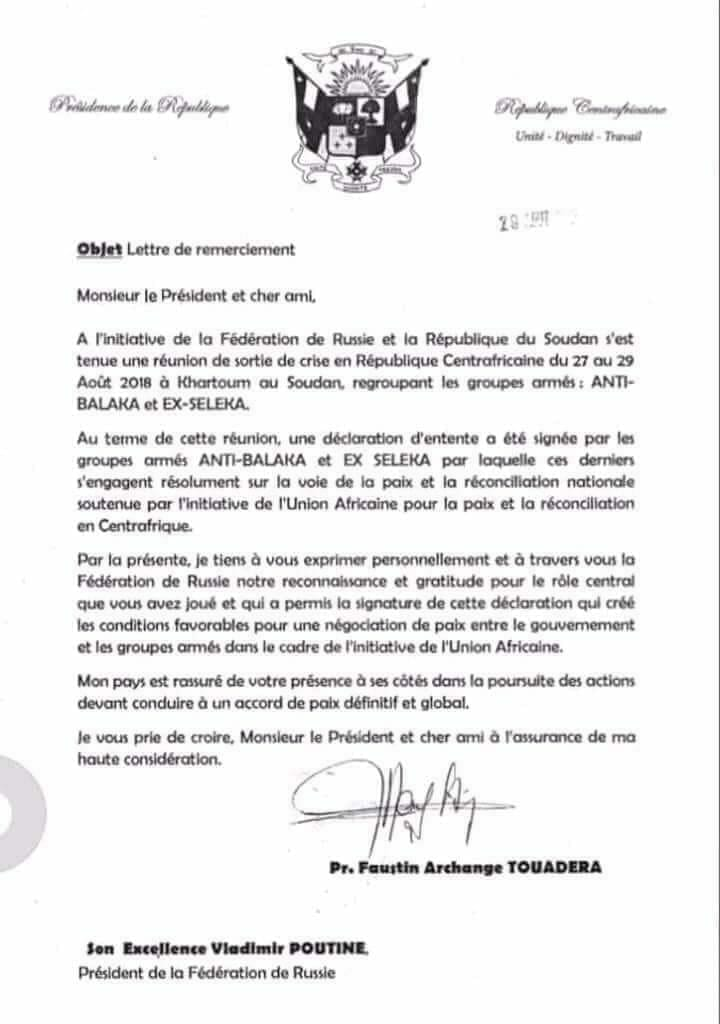
Carta de agradecimento de Faustin-Archange Touadéra a Vladimir Putin.

A criação de uma plataforma de negociações entre os grupos político-militares da República Centro-Africana foi considerada a principal conquista do primeiro encontro em Cartum. No final da reunião, 16 deputados, bem como o conselheiro de segurança do presidente centro-africano, Valery Zakharov, reuniram-se em Bangui em uma mesa redonda. A iniciativa de paz de Cartum é uma das mais ativas e discutidas na República Centro-Africana. Após esta reunião, o Presidente Faustin-Archange Touadéra enviou uma carta de agradecimento ao seu homólogo russo, Vladimir Putin, pela contribuição da Rússia para o processo de paz.

## Análise
Pelo menos doze acordos de paz foram assinados desde 1996, que não tiveram nenhum impacto na situação social e política do país. Alguns duvidam que outro acordo poderia fazer avançar a situação, a República Centro-Africana precisaria de medidas firmes e concretas. Muitos centro-africanos solicitam uma intervenção militar da Rússia como o meio mais eficaz de resolver o conflito. A França acusa os negociadores de quererem criar uma plataforma paralela à da União Africana e considera-a "inaceitável". Assim, o ministro dos Negócios Estrangeiros francês, Jean-Yves Le Drian, declarou durante a Assembleia Geral das Nações Unidas que não há “nenhuma alternativa, nem desejável nem provável de ter sucesso”  no que diz respeito às conversações organizadas pela Rússia e pelo Sudão.